# Mbube (genre musical)
Pour les articles homonymes, voir Mbube.
 (juin 2024).
Mbube  est un genre musical ayant émergé au début des années 1930, qui s'est répandu en Afrique, rendu célèbre par le groupe sud-africain Ladysmith Black Mambazo. Le mot mbube signifie « lion » en zoulou . Traditionnellement exécutée a cappella , les choristes sont bien souvent des hommes qui chantent à l'unisson.

## Histoire
Les origines de Mbube remontent à 1920 dans la région du Natal, une région qui s'est fortement industrialisée avec l'exploitation des mines de charbon et le développement de l'industrialisation. Afin de préserver son identité, La main-d'œuvre immigrée y apporte sa propre culture musicale en créant des chœurs. Des compétitions furent organisées et les meilleurs groupes mettent en valeur leurs talents. Les défis sont de plus en plus nombreux et s'étendent jusque dans Johannesbourg.
C'est à Johannesbourg que Solomon Linda, un musicien, chanteur et compositeur zoulou sud-africain, écrit la chanson Mbube qui devient plus tard un morceau populaire dans sa version The Lion Sleeps Tonight, et donne son nom à un style d'isicathamiya a cappella popularisé par Ladysmith Black Mambazo. En 1933, Linda commence à chanter avec un groupe d'amis appelé les oiseaux du soir. En 1939, ils enregistrent quelques morceaux pour Gallo Records, c'est alors que Linda improvise les 15 premières notes de la chanson Mbube (réédité entre autres dans la compilation The Secret Museum of Mankind (vol. 4) par Yazoo Records), qui se traduit par « lion » en zoulou. Le succès de cette chanson conduit à la conception d'un tout nouveau genre, caractérisé par une harmonie a cappella forte et puissante en quatre parties, accompagnée de danses. La chanson connait ensuite une renommée internationale, avec The Weavers sous le nom de Wimoweh en 1948, puis sous le titre The Lion Sleeps Tonight des Tokens en 1961. L'enregistrement de Miriam Makeba de The Lion Sleeps Tonight dans les années 1960 contribue à populariser le genre et à établir la tradition du chant. Mais c'est l'interprétation de Robert John de The Lion Sleeps Tonight qui est la plus connue, atteignant la troisième place des palmarès américains et vendant plus d'un million d'exemplaires pour laquelle il est certifié disque d'or par la Recording Industry Association of America le 15 mars 1972.